# 느낌표 은하
느낌표 은하(영어: Exclamation Point Galaxy, Arp 302)는 목동자리 방향으로 약 4억 5,000만 광년 떨어진 상호작용 은하 1쌍이다. UGC 9618, 또는 VV 340으로도 알려져 있는 이 상호작용은하는 둘 다 나선 은하로, 둘다 폭발적 항성생성을 복돋울 수 있는 가스를 대량 포함하고 있다. 적외선 영역에서는 이 은하 1쌍이 우리 은하수의 별 생성영역과 견줄 만한 빛을 방출하고 있다는 사실이 드러났다. 이 은하 1쌍은  특이은하 목록(Arp)의 302번째 천체로 올라와 있다.

## 갤러리

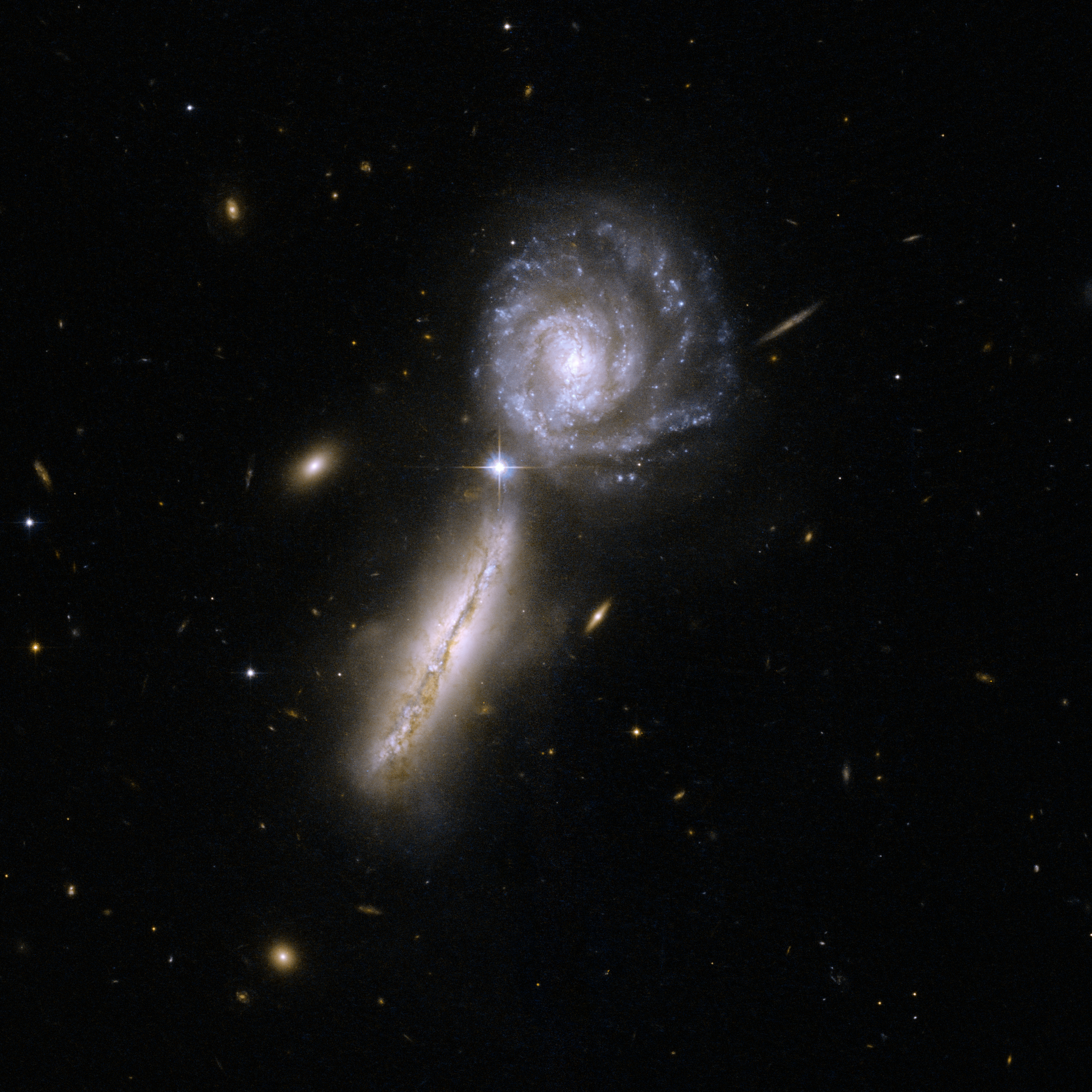
2002년, 허블 우주 망원경으로 촬영한 상호작용은하 1쌍 Arp 302 (UGC 9618).